# أمود (مسلسل)
أمود هو مسلسل مغربي يحكي أسطورة أمازيغية. صُور المسلسل، المكون من خمس عشرة حلقة، نهاية سنة 2003 باللغة العربية الفصحى. بطولة المسلسل تعود للممثلين المغاربة هشام بهلول وسعيدة بعدي وياسين احجام وفاطمة شيكر وحنان زهدي ومجموعة أخرى من الوجوه الجديدة. اما الإخراج فيعود للمخرجة المغربية فاطمة بوبكدي.

## الخلفية
المسلسل مستوحى من أسطورة أمازيغية مشهورة هي أسطورة «حمونامير». سيناريو المسلسل لم يلتزم أحداث الأسطورة كما هي حرفيا، بل ادخل عليها تعديلات كثيرة مع الحفاظ على جوهر القصة التي تدور حول طالب شاب اسمه «امود» وتعني البذرة بالأمازيغية، وهو ابن أحد الحكماء، يظهر عليه النبوغ في سن مبكرة فيقرر دراسة الطب حيث سيتمكن من اكتشاف دواء لداء اصاب الماشية في قبيلته التي تسمى قبيلة «افري الحكيم»، وحرم افرادها من اكل لحومها بسبب انتقال عدوى المرض إلى الإنسان. ويخرج «أمود» في رحلة حول العالم يعيش خلالها مغامرات كثيرة يتداخل فيها الخيال مع الواقع وعالم الجمال والخير مع عالم السحر الشر، ولتجسيد هذه العوالم تم الاعتماد على المؤثرات الخاصة، التي اوظفت لأول مرة في عمل تلفزيوني.

## التصوير
تصوير رحلة بطل المسلسل امود حول العالم، تنوعت بتنوع أماكن التصوير لتشمل ضواحي مدينة أزيلال، إفران، تارودانت، طاطا، الجديدة والصويرة واستغرقت مدة التصوير أربعة أشهر.